# Ungern i olympiska sommarspelen 1896
Ungern deltog med sju deltagare vid de olympiska sommarspelen 1896 i Aten. Totalt vann de sex medaljer och slutade på sjätte plats i medaljligan.

## Medaljer

### Guld
- Alfréd Hajós - Simning, 100 m frisim
- Alfréd Hajós - Simning, 1200 m frisim

### Silver
- Nándor Dáni - Friidrott, 800 m

### Brons
- Gyula Kellner - Friidrott, maraton
- Alajos Szokolyi - Friidrott, 100 m
- Momčilo Tapavica - Tennis, singel